# Giovanni Arrighi (generale)
Giovanni Arrighi (Lucca, 30 dicembre 1861 – Desenzano del Garda, 1923) è stato un generale italiano, durante il corso della prima guerra mondiale fu comandante della 50ª Divisione nel corso della battaglia di Caporetto, della 18ª Divisione durante la battaglia del solstizio, e della 75ª Divisione durante la battaglia di Vittorio Veneto. Decorato con la croce di cavaliere dell'Ordine militare di Savoia.

## Biografia
Nacque nel 1861. Arruolatosi nel Regio Esercito, frequentò la Accademia Militare Regia Accademia Militare di Fanteria e Cavalleria di Modena uscendone con il grado di sottotenente assegnato all'arma di fanteria nel 1897, partendo subito per l'Africa Orientale Italiana.
Nominato maggiore nel gennaio 1904, fu assegnato al corpo degli alpini prestando successivamente servizio come colonnello comandante del 7º Reggimento alpini a Conegliano tra il 1905 e il 1907. Con l'entrata in guerra del Regno d'Italia, avvenuta il 24 maggio 1915, fu al comando del 3º Gruppo alpini, venendo promosso maggior generale nel novembre dello stesso anno.
Quando il Gruppo venne trasformato in I Brigata alpina, ebbe anche la responsabilità dei sottosettori Alto Chirsò–Monte Pizzul. Il 10 novembre 1916 assunse il comando della 50ª Divisione del IV Corpo d'armata, impegnata sul fronte di Plezzo. 
Il 24 ottobre 1917 fu sorpreso in pieno dall'offensiva austro–tedesca nel settore di Caporetto, e vedendo crollare la difesa fra la stretta di Saga e il Monte Stol, alle 18:00, per non vedersi tagliata la via della ritirata, evacuò Saga ripiegando sulla linea monte Guarda - monte Prvi Hum - monte Stol, lasciando sguarnito anche il ponte di Tarnova da dove avrebbero potuto ritirarsi le truppe che verranno accerchiate sul monte Nero. Effettuò tale ripiegamento senza alcuna intesa con il comandante della 43ª Divisione, generale Angelo Farisoglio, e di quello il IV Corpo d'armata, Alberto Cavaciocchi, informando quest'ultimo del fatto solo alle 22:00. A causa di quest'ordine le sue truppe persero così tutte le artiglierie divisionali.
Nella mattina del 25 ottobre il generale Alfred Krauß lanciò l'attacco contro la posizione tenuta dalla 50ª Divisione ritiratasi il giorno precedente attorno al monte Stol. Esauste e con poche munizioni, le truppe italiane cominciarono a cedere alle 12:30 asserragliandosi sullo Stol, e qui egli ordinò loro nuovamente di ritirarsi quando, improvvisamente giunse la notizia dalla 34ª Divisione del generale Luigi Basso che il comando del IV Corpo d'armata aveva vietato ogni forma di ripiegamento da lui non espressamente autorizzato.
Appena si accorse dell'errore, fece ritornare sui suoi passi i fanti della 50ª che trovarono la cima del monte Stol già occupata dal 22ª Schützen. Lanciò subito numerosi attacchi ma gli Schützen resistettero, ed alle 22:00 Cavaciocchi gli ordinò di ripiegare tramite il generale Asclepia Gandolfo che lo informò anche della sua destituzione al comando. 
Uscito immune dall'esame sul suo operato effettuato della Commissione d'inchiesta su Caporetto, il 4 febbraio 1918 assunse il comando della 18ª Divisione, guidandola sul Monte Grappa. Durante i combattimenti in Val San Lorenzo e sul Monte Asolone, nel corso della battaglia del solstizio, subì un grave sfondamento del fronte da parte delle truppe austriache, riuscendo comunque a fermarle dopo strenui combattimenti. Per questo fatto fu insignito del titolo di Cavaliere dell'Ordine militare di Savoia
Tra la fine del mese di ottobre e l'inizio del novembre 1918, comandò le truppe alpine della 75ª Divisione alle dirette dipendenze del III Corpo d'armata operanti nel settore Ortles, Stelvio, verso la Val Venosta.  Dopo la fine della guerra, tra il 23 febbraio 1919 e il 2 marzo 1920 comandò la Regia Accademia Militare di Modena. Promosso generale di divisione venne posto in congedo assoluto, spegnendosi a Desenzano del Garda nel corso del 1923.

### Annotazioni
1. ↑  Che condannò invece il suo diretto superiore Cavaciocchi.
2. ↑  Ancora oggi, una colonna romana eretta sul Ponte San Lorenzo, ricorda l'arresto delle colonne attaccanti avversarie effettuato dalle truppe italiane.

### Fonti
1. 1 2 3 4 5 6 7 8 9 10  Bianchi 2012, p. 22.
2. ↑  Vecio.
3. 1 2  Coltrinari, Ramaccia 2018, p. 60.
4. ↑  Bianchi 2012, p. 21.
5. ↑  Sito web del Quirinale: dettaglio decorato.